# Rasel Tomé
Rasel Antonio Tomé Flores (Olanchito, Yoro, 12 de mayo de 1972) es un político y abogado hondureño, actual diputado del Congreso Nacional de Honduras por segunda ocasión. Su primer periodo como diputado fue de 2014 a 2018. Antes había sido director de la Comisión Nacional de Comunicaciones (2006-2008), por cuya gestión pesa sobre él un fallo por abuso de autoridad. 
Fue también uno de los fundadores del Frente Nacional de Resistencia Popular, tras el derrocamiento del presidente de la República Manuel Zelaya, de quien fue uno de sus voceros. Y precandidato presidencial por Libre en 2017. El gobierno de los Estados Unidos lo incluyó en la Lista Engel de actores corruptos.
Antes de incursionar en política fue maestro de secundaria, juez de letras y dueño de un bufete de abogados.

## Estudios y carrera
Después de trasladarse con su familia a la capital, estudió en escuelas públicas como el Instituto Hibueras, en Comayagüela. En la Escuela Normal Pedro Nufio se tituló como maestro de educación primaria. También fue docente de educación media. Después estudió Derecho en la Universidad Nacional Autónoma de Honduras, donde fue presidente de la asociación  estudiantil de su carrera. Se graduó como abogado.
Trabajó por 10 años en la Corte Suprema de Justicia, donde fue escribiente, receptor, secretario y por último juez de letras.
Fundó en el año 2000 un bufete de abogados, donde tuvo como clientes a la familia Rosenthal. En 2005 recibió atención mediática cuando defendió a un hombre acusado de haber asesinado a su esposa y tres hijos. Entre presiones de grupos feministas, el acusado recibió sobreseimiento definitivo.

## Trayectoria política
Tomé trabajó en la campaña de Manuel Zelaya, quien al llegar a la presidencia de la República lo nombró director de la Comisión Nacional de Comunicaciones (Conatel). Según el Centro de Documentación de Honduras, su nombramiento se hizo a petición del empresario cubano Rafael Nodarse, cercano a Zelaya. Durante la gestión de Tomé, el gobierno a través de Conatel adjudicó a la empresa telefónica Digicel una licencia por 25 años para operar en el país; esto por 80.1 millones de dólares. Fue presionado por el presidente Zelaya a renunciar al cargo en 2008, por encontrarse aspirando a un cargo de elección popular. Tomé aspiró a una diputación en las elecciones internas de 2009 en el movimiento de Roberto Micheletti.
Después de la defenestración de Zelaya en 2009, Tomé fue uno de los pocos que acompañó a Zelaya dentro de la embajada de Brasil. En enero de 2010, ambos salieron con un salvoconducto hacia República Dominicana. Tomé fue uno de los fundadores del Frente Nacional de Resistencia Popular, dentro del cual fue uno de los voceros de Zelaya.
En 2011 fue Tomé quien presentó el expediente administrativo para inscribir el Partido Libertad y Refundación (Libre), de Manuel Zelaya.

### Primera diputación y precandidatura presidencial
En la elecciones de 2013, Rasel Tomé fue electo diputado del Partido libre. Una vez en el Congreso Nacional, se escogió como jefe de bancada a Manuel Zelaya.
En septiembre de 2015, tras casi un año de ausencia de Zelaya en el Congreso por problemas de salud, Tomé manifestó su intención hacer «una reestructuración de la bancada» que según dijo era apoyada por 16 de los 31 diputados de Libre, expresando que Zelaya no estaba en condiciones de continuar como jefe de bancada. La propuesta causó el repudio de Zelaya y otros dirigentes como su camarada diputado Jorge Cálix. Zelaya dijo en redes sociales: «El Partido Nacional hoy me ataca utilizando a Rasel ¿qué diga nombre de diputados que darán Golpe de Bancada?» Por su parte, Cálix dijo que Tomé le tenía «envidia a Mel» (apodo de Zelaya), que lo imitaba en todo y que buscaba quedarse con la jefatura de la bancada, siguiendo la agenda del Partido Nacional. Tomé dijo que el rechazo recibido fue «un ataque feroz del movimiento oficialista», y que se debía a que él se presentaría como candidato presidencial a lo interno del partido; «Libre no le pertenece a una familia o alguien en especial», comentó.
Ese mes, Tomé propuso eliminar las Pruebas de Aptitud Académica (PAA) de la Universidad Nacional Autónoma de Honduras (UNAH) por considerarlas excluyentes: «cerca de ochenta mil jóvenes han sido excluidos de sus estudios universitarios por no aprobar», dijo.
Tomé participó como precandidato presidencial en las elecciones internas de 2017, obteniendo el 0.25 % de los votos.

### Segunda diputación y segunda precandidatura presidencial
Tomé fue candidato a diputado en la casilla 5, siendo elegido para el periodo 2022-2026. 
En la sesión del 23 de enero de 2022, Rasel Tomé intentó presentar una moción para la integración de la Junta Directiva Provisional del Congreso Nacional, con el diputado del Partido Salvador de Honduras Luis Redondo como su presidente. Al no cedérsele la palabra y ser escogido para el cargo el diputado de Libre Jorge Cálix por mayoría de votos, se armó un alboroto en la cámara del Congreso. Tomé intentó golpear a Cálix, y una vez concluida la reunión, juramentó de manera extraoficial a la directiva provisional presidida por Redondo. El asunto se convirtió en una crisis institucional que fue finalmente resuelta el 7 de febrero, con la directiva de Redondo quedándose con el poder del Congreso. Tomé es el actual III vicepresidente de la Junta Directiva del Congreso, hasta enero de 2024.
En febrero de 2022, Tomé propuso nuevamente eliminar la PAA de la UNAH, lo cual fue rechazado por su rector, Francisco Herrera Alvarado, y las demás autoridades universitarias, quienes manifestaron que esa medida vulneraría la autonomía de la UNAH y ofrecieron brindar otras soluciones a los problemas educativos del país.
El 7 de abril de 2024 hace oficial su nueva precandidatura para la presidencia del país, elecciones que se realizarán en 2025.

## Corrupción

### Sentencia por abuso de autoridad
Durante su gestión en Conatel, se le dio la frecuencia de Canal 12 a la familia Rosenthal y de canal 8 al gobierno. El empresario Elías Asfura alegó que ambas frecuencias le pertenecían. La empresa del mencionado, Eldi S. de R.L., denunció en octubre de 2008 a Tomé y a los también exfuncionarios de Conatel Gustavo Lara López y Edwin Torres Cruz por abuso de autoridad, señalando que incumplieron una sentencia judicial de 2007 que daba la frecuencia de canal 12 a dicha empresa. El proceso fue acompañado por los apoderados legales de Robert Carmona-Borjas, vicepresidente de la Fundación Arcadia. El mismo mes Carmona también denunció a Tomé por enriquecimiento ilícito y lavado de activo, alegando que sus enormes gastos en publicidad y el carro que conducía, valorado en casi un millón de lempiras, no podrían ser adquiridos con los salarios que Tomé había percibido.
En 2018 Tomé fue hallado culpable por el delito de abuso de autoridad. Tomé dijo que detrás de la condena se encontraba el presidente Juan Orlando Hernández. Tomé presentó un recurso de casación, que fue rechazado en julio de 2021. Presentó un último recurso de revisión para revertir la pena, el cual fue declarado sin lugar el 26 de enero de 2022. Tomé reaccionó diciendo que buscaban perjudicarlo. El 31 de enero la Corte recibió una petición de un ciudadano para inhabilitar como diputado a Rasel Tomé de acuerdo al artículo 52 de la Ley Orgánica del Congreso Nacional, que dice que la calidad de diputado se pierde si el mismo tiene una sentencia firme en su contra por delito doloso o de inhabilitación. El 14 de febrero, el consejero del Consejo Nacional Electoral, Kelvin Fabricio Aguirre, dijo que Tomé debe ser inhabilitado de su cargo.

### Inclusión en la Lista Engel
En julio de 2022, Rasel Tomé, fungiendo como vicepresidente del Congreso Nacional de Honduras, fue incluido por los Estados Unidos en la Lista de Actores Corruptos y Antidemocráticos del Triángulo Norte, más conocida como la Lista Engel. El motivo fue la apropiación «de manera indebida de 327 mil dólares cuando era presidente de Conatel». Tomé reaccionó culpando a «grupos de poder» «rabiosos» aliados de los Estados Unidos, de atacarlo y perseguirlo desde 2009.

## Familia y vida privada
Los padres de Tomé trabajaron en las compañías bananeras del norte del país. En 1997, Rasel Tomé se casó con Fanny Carolina Salinas, con quien procreó tres hijos: Linda Alexandra, Rasel Fernando y Sofía Carolina.